# Lékařská akademie (film, 2004)
Lékařská akademie je kanadská filmová komedie režiséra Dava Thomase z roku 2004.

## Příběh
Příběh sleduje skupinu mediků a zdravotních sester, kteří pracují v nejhorší fakultní nemocnici v Kanadě – nemocnici Sv. Alberta – jak se snaží vypořádat se svou prací a problémy ve vztazích. Nemocnice funguje pod vedením Dr. Cyrilla Kippa pouze díky tomu, že Kipp prodává nemocniční vybavení na černém trhu.
Během praxe vedené Dr. Whitesidem se medici setkají s krví, zvracením či porodem. Mezi studenty medicíny patří nervózní Mike Bonnert, jehož rodiče jsou lékaři, Mici, které pracuje jako striptérka, aby zvládla platit školné a nevinná Christine Lee, která ztratí veškeré zábrany poté co se opije.
Mike zjistí, že jeho přítelkyně měla orální sex s jedním z jeho přátel. Začnou se prát v pitevně, kde na sebe hází lidské orgány. Při tom jsou chyceni a vyloučeni ze studia. Následně se však stane dopravní nehoda, při které se srazí 76 automobilů a všichni medici jsou povoláni na pohotovost, aby pomohli ošetřit pacienty. Jeden ze zachráněných pacientů nakonec pomůže zachránit nemocnici před krachem, protože je milionář.

## Obsazení
| Peter Oldring       | Mike Bonnert              |
| Pat Kelly           | Dale Dodd                 |
| Viv Leacock         | Marlon Thomas             |
| Ingrid Kavelaars    | Mira Towers               |
| Jane McLean         | Christine Lee             |
| Christine Chatelain | Mici Cole                 |
| Lynda Boyd          | Cynthia Skyes             |
| Carly Pope          | Sarah Calder              |
| Dave Foley          | Dr. Denton Whiteside      |
| Dave Thomas         | Dr. Omar Olson            |
| Dan Aykroyd         | Dr. Cyrill Kipp           |
| Maury Chaykin       | Dr. Roger 'Tony' Toussant |
| Matt Frewer         | Dr. Anton Keller          |
| Saul Rubinek        | Dr. Sam Bonnert           |
| Sue Huff            | Dr. Susan Bonnert         |
| Rochelle Loewen     | sestra Buxom              |